# 박하나 (농구 선수)
박하나(1990년 9월 14일 ~ )는 대한민국의 농구 선수이다. 포지션은 콤보 가드이며, 현재 한국여자프로농구 용인 삼성생명 블루밍스에서 뛰고 있다.

## 수상
국가대표팀
- 2018년 아시안 게임 농구 여자 –  은메달

개인
- WKBL 베스트 5: 2019
- WKBL 최다득점상: 2019
- WKBL 3점 야투상: 2017
- WKBL 자유투상: 2019
- 2× WKBL 올스타전 3점슛 콘테스트 우승: 2015, 2016